# Giro di Polonia 1998
Il Giro di Polonia 1998, cinquantacinquesima edizione della corsa, si svolse dal 6 al 13 settembre 1998 su un percorso di 1434 km ripartiti in 8 tappe, con partenza da Słupsk e arrivo a Wieliczka. Fu vinto dal russo Sergej Ivanov della TVM-Farm Frites davanti al francese Jacky Durand e all'italiano Fabio Malberti.

## Tappe
| Tappa  | Data         | Percorso                                  | km   | Vincitore di tappa   | Leader cl. generale |
| ------ | ------------ | ----------------------------------------- | ---- | -------------------- | ------------------- |
| 1ª     | 6 settembre  | Słupsk > Słupsk                           | 189  | Zbigniew Spruch      | Zbigniew Spruch     |
| 2ª     | 7 settembre  | Bytów > Inowrocław                        | 250  | Danilo Hondo         | Mirko Rossato       |
| 3ª     | 8 settembre  | Radziejów > Bełchatów                     | 196  | Slawomir Chrzanowski | Piotr Wadecki       |
| 4ª     | 9 settembre  | Radomsko > Jastrzębie-Zdrój               | 234  | Artur Krzeszowiec    | Piotr Wadecki       |
| 5ª     | 10 settembre | Wisła > Cieszyn                           | 175  | Sergej Ivanov        | Sergej Ivanov       |
| 6ª     | 11 settembre | Bielsko-Biała > Zakopane                  | 186  | Aleksandr Vinokurov  | Sergej Ivanov       |
| 7ª     | 12 settembre | Rabka Zdrój > Wieliczka                   | 174  | Jacky Durand         | Sergej Ivanov       |
| 8ª     | 13 settembre | Wieliczka > Wieliczka (cron. individuale) | 30   | Sergej Ivanov        | Sergej Ivanov       |
| Totale | Totale       | Totale                                    | 1434 |                      |                     |

## Dettagli delle tappe

### 1ª tappa
- 6 settembre: Słupsk > Słupsk – 189 km

| Pos. | Corridore            | Squadra       | Tempo    |
| ---- | -------------------- | ------------- | -------- |
| 1    | Zbigniew Spruch      | Mapei-Bricobi | 4h19'14" |
| 2    | Mirko Rossato        | Scrigno       | s.t.     |
| 3    | Grzegorz Gronkiewicz |               | s.t.     |

| Pos. | Corridore       | Squadra       | Tempo    |
| ---- | --------------- | ------------- | -------- |
| 1    | Zbigniew Spruch | Mapei-Bricobi | 4h19'14" |

### 2ª tappa
- 7 settembre: Bytów > Inowrocław – 250 km

| Pos. | Corridore        | Squadra       | Tempo    |
| ---- | ---------------- | ------------- | -------- |
| 1    | Danilo Hondo     | Agro          | 5h41'17" |
| 2    | Piotr Wadecki    | Mroz          | s.t.     |
| 3    | Wilfried Peeters | Mapei-Bricobi | s.t.     |

| Pos. | Corridore     | Squadra | Tempo     |
| ---- | ------------- | ------- | --------- |
| 1    | Mirko Rossato | Scrigno | 10h00'31" |

### 3ª tappa
- 8 settembre: Radziejów > Bełchatów – 196 km

| Pos. | Corridore            | Squadra | Tempo    |
| ---- | -------------------- | ------- | -------- |
| 1    | Slawomir Chrzanowski |         | 4h37'32" |
| 2    | Piotr Wadecki        | Mroz    | s.t.     |
| 3    | Marcin Sapa          |         | s.t.     |

| Pos. | Corridore     | Squadra | Tempo     |
| ---- | ------------- | ------- | --------- |
| 1    | Piotr Wadecki | Mroz    | 14h38'03" |

### 4ª tappa
- 9 settembre: Radomsko > Jastrzębie-Zdrój – 234 km

| Pos. | Corridore          | Squadra       | Tempo    |
| ---- | ------------------ | ------------- | -------- |
| 1    | Artur Krzeszowiec  |               | 5h30'30" |
| 2    | Krzysztof Jezowski |               | s.t.     |
| 3    | Zbigniew Spruch    | Mapei-Bricobi | s.t.     |

| Pos. | Corridore     | Squadra | Tempo     |
| ---- | ------------- | ------- | --------- |
| 1    | Piotr Wadecki | Mroz    | 20h08'33" |

### 5ª tappa
- 10 settembre: Wisła > Cieszyn – 175 km

| Pos. | Corridore        | Squadra | Tempo    |
| ---- | ---------------- | ------- | -------- |
| 1    | Sergej Ivanov    | TVM     | 4h15'36" |
| 2    | Raimondas Rumsas | Mroz    | a 1'40"  |
| 3    | Davide Casarotto | Scrigno | a 1'52"  |

| Pos. | Corridore     | Squadra | Tempo     |
| ---- | ------------- | ------- | --------- |
| 1    | Sergej Ivanov | TVM     | 24h25'38" |

### 6ª tappa
- 11 settembre: Bielsko-Biała > Zakopane – 186 km

| Pos. | Corridore           | Squadra       | Tempo    |
| ---- | ------------------- | ------------- | -------- |
| 1    | Aleksandr Vinokurov | Casino        | 4h34'26" |
| 2    | Davide Casarotto    | Scrigno       | a 7"     |
| 3    | Christophe Bassons  | Festina-Lotus | s.t.     |

| Pos. | Corridore     | Squadra | Tempo     |
| ---- | ------------- | ------- | --------- |
| 1    | Sergej Ivanov | TVM     | 29h00'11" |

### 7ª tappa
- 12 settembre: Rabka Zdrój > Wieliczka – 174 km

| Pos. | Corridore     | Squadra | Tempo    |
| ---- | ------------- | ------- | -------- |
| 1    | Jacky Durand  | Casino  | 4h42'18" |
| 2    | Sergej Ivanov | TVM     | a 15"    |
| 3    | Biagio Conte  | Scrigno | s.t.     |

| Pos. | Corridore     | Squadra | Tempo     |
| ---- | ------------- | ------- | --------- |
| 1    | Sergej Ivanov | TVM     | 33h42'44" |

### 8ª tappa
- 13 settembre: Wieliczka > Wieliczka (cron. individuale) – 30 km

| Pos. | Corridore      | Squadra   | Tempo   |
| ---- | -------------- | --------- | ------- |
| 1    | Sergej Ivanov  | TVM       | 38'42"  |
| 2    | Jacky Durand   | Casino    | a 1'07" |
| 3    | Fabio Malberti | Asics-CGA | a 1'34" |

| Pos. | Corridore      | Squadra   | Tempo     |
| ---- | -------------- | --------- | --------- |
| 1    | Sergej Ivanov  | TVM       | 34h21'25" |
| 2    | Jacky Durand   | Casino    | a 2'26"   |
| 3    | Fabio Malberti | Asics-CGA | a 3'10"   |

## Classifiche finali

### Classifica generale
| Pos. | Corridore          | Squadra           | Tempo     |
| ---- | ------------------ | ----------------- | --------- |
| 1    | Sergej Ivanov      | TVM-Farm Frites   | 34h21'25" |
| 2    | Jacky Durand       | Casino            | a 2'26"   |
| 3    | Fabio Malberti     | Asics-CGA         | a 3'10"   |
| 4    | Christophe Bassons | Festina-Lotus     | a 3'22"   |
| 5    | Raimondas Rumsas   | Mroz              | a 3'24"   |
| 6    | Dariusz Baranowski | US Postal Service | a 3'47"   |
| 7    | Zbigniew Spruch    | Mapei-Bricobi     | a 4'05"   |